# Horror Stories
Terror Stories (무서운 이야기, Museoun Iyagi) és una pel·lícula de terror d'antologia del 2012, formada per quatre curtmetratges de cinc directors de Corea del Sud.
Una estudiant de secundària és segrestada per un assassí i té la vida en perill. Per sobreviure, li explica les històries més espantoses que coneix; començant amb "Don't Answer to the Door", una història de coses estranyes que succeeixen a una casa amb un germà i una germana que esperen la seva mare, "Endless Flight" en què una assistent de vol i un assassí en sèrie queden sols a un avió a l'aire, "Secret Recipe", una versió cruel del 2012 d'un conte popular en què dues germanes lluiten per casar-se amb un home caníbal ric, i "Ambulance on the Death Zone" en què els supervivents d'una ciutat plena d'un virus zombi mortal se sospiten mútuament d'estar infectats mentre viatgen junts en una ambulància.
Terror Stories va ser la pel·lícula d'obertura del Festival Internacional de Cinema Fantàstic de Bucheon de 2012.

## Històries

### Inici
Argument
Un estudiant de secundària anomenat Ji-won és segrestat per un assassí en sèrie amb problemes de parla. L'assassí només pot anar a dormir quan escolta històries de por o quan tasta sang. Per no ser assassinada, Ji-won, com Xahrazad comença a explicar-li les quatre històries més espantoses que coneix.
- Dirigida per Min Kyu-dong
- Kim Ji-won com a Ji-won
- Yoo Yeon-seok com a assassí

### Don't Answer the Door
Argument
Basat en el conte popular coreà El sol i la lluna (해와 달) sobre un tigre que engoleix i es fa passar per la mare d'un nen petit i la seva germana. Una germana i un germà estan esperant que la seva mare arribi a casa. Tanmateix, la seva mare arriba tard i la noia comença a quedar atrapada en la seva pròpia imaginació. Un repartidor sospitós truca a la porta i els germans intenten no obrir-la. (해와 달; lit. El Sol i la Lluna)
- Dirigida per Jung Bum-sik
- Kim Hyun-soo com a Sun-Yi
- No Kang-min com a Moon-Yi
- Ra Mi-ran com a mare
- Lee Dong-kyu com a empleat acomiadat
- No Hyeon-hee com a professor d'anglès
- Kim Tae-woo
- Kim Bo-kyung com la mare de Seon-yi (veu)
- Lee Chae-kyung com a Ghost, germana gran

### Endless Flight
Argument
Una assistent de vol s'enfronta sola a un assassí en sèrie, mentre l'avió vola a una altitud de 30.000 peus (테러 비행기; lit. L'avió de terror)
- Dirigida per Im Dae-woong
- Choi Yoon-young com a assistent de vol So-jung
- Jin Tae-hyun com a assassí en sèrie Doo-ho
- Woo Hyeon com a capità
- Jin Yong-Wook com el detectiu Oh
- Jung Mi-Nam com el detectiu Kang
- Kim Ki-Cheon com a pilot
- Cha Jung-Won com a Min-Joo

### Secret Recipe
Argument
Basat en el conegut conte popular coreà Kongjwi i Patjwi, una altra variant de La Ventafocs. Gong-ji es casarà aviat amb Min, un solter ric i guapo. Però se sent ansiosa a causa de la severa gelosia de la seva germanastra Baek-ji. Volent la Min per ella mateixa, la Baek-ji se sotmet a una cirurgia plàstica per semblar-se a Gong-ji. El que no saben és el secret de Min per mantenir la seva cara jove. Mentrestant, Min mira tot això, divertit. (콩쥐, 팥쥐; lit. Kongjwi i Patjwi)
- Dirigida per Hong Ji-young
- Nam Bo-ra com a Baek-ji
- Jung Eun-chae com a Gong-ji
- Bae Soo-bin com a Min
- Na Young-hee com la mare de Bak-ji
- Sóc Seong-min com a criada

### Ambulance on the Death Zone
Argument
Entre els cinc supervivents dins d'una ambulància que escapen a tota velocitat d'una horda de zombis berserkers hi ha un metge, una infermera, un nen inconscient i la seva mare. Es descobreix que la jove té una cicatriu desconeguda al canell, i el metge militar creu que va ser infectada per una epidèmia de zombis. Tanmateix, la prova torna negativa, però el metge no la compra. En el caos assegurador que segueix, en què el metge intenta llençar la noia de l'ambulància, el conductor es desvia accidentalment de la carretera i els metges aprofiten l'oportunitat per treure la seva arma i intentar disparar a la noia. Tanmateix, la infermera li acaba disparant. Tanmateix, el tret atreu una horda de zombis que comencen a perseguir-los. tothom aconsegueix sobreviure i tirar endavant, però els zombis aconsegueixen i maten el metge. La mare, encara insistint que la seva filla no és mossegada, intenta evitar que la infermera llence la seva filla, la infermera comença a creure que la nena està infectada. No obstant això, el conductor és mossegat i la mare li dispara accidentalment després d'una breu lluita per l'arma. La mare aconsegueix disparar a la infermera del cotxe, cosa que la mata. L'endemà al matí, la noia i la mare s'abracen, la noia no ha estat mossegada després de tot. Però la mare va ser mossegada durant la lluita, i es gira davant de la seva filla. (앰뷸런스; lit. L'ambulància)
- Dirigida per Kim Gok i Kim Sun
- Kim Ji-young com a mare de Hyun-soo
- Kim Ye-won com a infermera
- Jo Han-cheol com a metge de l'exèrcit
- Park Jae-woong com a conductor de l'ambulància

## Seqüeles
El 2013 es va estrenar una seqüela, Horror Stories 2, amb el mateix format d’omnibus però amb un repartiment completament diferent.
Una seqüela final, Horror Stories 3, es va estrenar el 2016.